# 김진 초상
김진초상(金璡 肖像)은 경상북도 안동시 도산면, 한국국학진흥원에 있는 조선시대의 초상화이다. 1995년 7월 19일 대한민국의 보물 제1221호로 지정되었다.
청계 김진(1500∼?)의 초상화로 크기는 가로 109cm, 세로 142cm이다. 김진은 조선의 학자로 중종 20년(1525)에 과거에 합격하여 이조판서까지 오른 인물이다.
모시바탕에 채색하여 그린 이 초상화는 오른쪽을 바라보며 앉아 있는 모습으로 두 손은 소매 안에서 마주잡고 있다. 전체적으로 둥글면서 이전의 것보다 모체가 좀 더 뾰족한 원정립을 쓰고 있으며, 녹색의 포를 입고 있다. 얼굴은 몇 개의 선으로만 처리했고 눈매는 매우 가늘다. 명상에 잠긴 듯한 얼굴과 전체적인 분위기가 학자로서의 면모를 암시하고 있다. 깔고 앉은 호랑이 가죽의 방석은 부피감이 없고 매우 평면적이지만 그림이 어색하지 않다. 묵선만 사용한 것이 아니라 다양하게 갈색선, 붉은 선 등을 사용한 점이 특징이다.
선조 5년(1572)에 그려진 이 초상화는 인물을 정확하게 묘사했으며 선생의 성격이나 기품이 잘 나타나 있다. 이현보 선생의 초상화와 함께 안동지역의 사대부상을 대표하는 귀중한 작품이다.

## 같이 보기
- 김진

## 참고 자료
- 김진초상 - 국가유산청 국가유산포털